# Sericosura dissita
Sericosura dissita is een zeespin uit de familie Ammotheidae. De soort behoort tot het geslacht Sericosura. Sericosura dissita werd in 2000 voor het eerst wetenschappelijk beschreven door Child. 